# Pedro Simionato
Pedro René Simionato (* 28. März 1938 in Buenos Aires) ist ein ehemaliger argentinischer Radrennfahrer.

## Sportliche Laufbahn
Simionato war Teilnehmer der Olympischen Sommerspiele 1960 in Rom.
Die argentinische Mannschaft kam mit Ricardo Senn, Gabriel Niell, Federico Cortés und Pedro Simionato im Mannschaftszeitfahren auf den 12. Platz.